# Thomas Stöwsand
Thomas Stöwsand (* 1947 in Cuxhaven; † 5. Oktober 2006 in Schwaz, Tirol) war ein deutscher Jazzmusiker (Cello, Fagott, Flöten) und -produzent sowie Konzertagent.

## Leben und Wirken
Stöwsand begann seine professionelle Karriere als Journalist und Musiker: Zunächst spielte er mit Alfred Harth, Thomas Cremer und Johannes Krämer in der Frankfurter Free-Jazz-Formation Just Music (Plattenaufnahme 1969, ECM 1002); 1970 ging er mit Leo Smith, Marion Brown, Manfred Eicher und Fred Braceful auf Tournee. Kurz darauf begann er für Karl Eggers Label JAPO Records als Produzent zu arbeiten. Als Konzertorganisator war er zudem während der 1970er Jahre maßgeblich daran beteiligt, Künstler des Schwester-Labels ECM wie Chick Corea und Keith Jarrett beim europäischen Publikum einzuführen.
Stöwsand gründete, als das Label JAPO Records seine Produktionstätigkeit einstellte, 1983 die Konzertagentur Saudades Torneen, die bedeutende nordamerikanische und brasilianische Musiker vertrat. Zu den betreuten Musikern gehörten John Abercrombie, Carla Bley, Steve Coleman, Jack DeJohnette, Dave Holland, Oregon und John Zorn ebenso wie Egberto Gismonti oder Hermeto Pascoal. Tourneen wurden nicht nur in Europa, sondern auch in Asien und Südamerika organisiert (1993 wurde eine Niederlassung der Agentur in Rio de Janeiro eröffnet). „Mit der ihm eigenen Leidenschaft und Liebe zu Musik und Musikern förderte Stöwsand unermüdlich den Progressive Jazz wie auch den Crossover.“
Weiterhin war Stöwsand für das Programm des kleinen Jazzclubs Eremitage Schwaz in Tirol verantwortlich; der Club entwickelte sich zur Anlaufstelle für unzählige Saudade-Musiker, während sie quer durch Europa tourten; „wenn die Künstler einen Off-Tag hatten, ließ Stöwsand sie in Schwaz auftreten,“ auch wenn dies viele zusätzliche Kilometer Reise bedeutete. Beispielsweise nannten noch nach seinem Tod die Musiker von Oregon die Entfernung von 1000 Kilometern zwischen dem einen und dem anderen Konzertort ironisch einen „Stöwsand“.
Nach schwerer Krankheit starb er an den Folgen eines Krebsleidens.